# تعدد الزوجات في القانون المصري
تعدد الزوجات في القانون المصري مسموح به لمسلمي مصر على أساس أن الشريعة الإسلامية تبيح للزوج المسلم أن يتزوّج بأكثر من واحدة في حدود 4 زوجات، وبشرط العدل المستطاع بينهن، وبشرط القدرة على القيام بواجبات التعدد.
جرت محاولات عديدة لتقييد تعدد الزوجات بالقضاء؛ حيث وُضِعَت مقترحات عام 1926 لإضافة شرط موافقة القضاء عليه إلى قانون الأحوال الشخصية؛ وذلك تأثراً بدعوة أطلقها الشيخ محمد عبده لأن تشرف الحكومة على تعدد الزوجات حتى لا يُقدِم عليه من ليس له استطاعة، لكن تم رفض كل تلك المقترحات من قِبل رجال الفقه، حتى صدر القانون رقم 25 لسنة 1929 الذي خلا من تقييد تعدد الزوجات. لكن لم يمنع هذا من تجدد المطالبات بتقييد التعدد، لكنها كانت تفشل في كل مرة.
تجددت المناقشات حول نظام تعدد الزوجات؛ فأسفرت عن إصدار القانون رقم 44 لسنة 1979، الخاص بتعديل بعض قوانين الأحوال الشخصية، والذي أوجب على الزوج المسلم أن يقدّم للموثق إقراراً بحالته الاجتماعية، وذكر أسماء زوجاته اللاتي في عصمته (إذا كان متزوجاً) مع قيام الموثق بإخطارهن بهذا الزواج. كما اعتبر القانون أن زواج الرجل على زوجته بغير رضاها أو دون علمها يعدّ إضراراً بها، حتى وإن لم تشترط عليه في عقد زواجها عدم الزواج عليها، وأعطى الزوجة حق طلب التطليق لهذا الضرر، وذلك خلال سنة من تاريخ علمها بالزواج عليها. أي أن هذا القانون اشترط لتعدد الزوجات رضاء الزوجات أنفسهن عليه.
لكن أصدرت المحكمة الدستورية العليا حكماً بعدم دستورية هذا القانون في 4 مايو 1985؛ لعيوب شكلية وإجرائية؛ فصدر القانون رقم 100 لسنة 1985 ليحل محله، وقد ألزم القانون الجديد أيضاً الزوج بأن يقرّ في وثيقة الزواج بحالته الاجتماعية، وتوضيح زوجاته اللاتي في عصمته ومحال إقامتهن وعلى الموثق إخطارهن بهذا الزواج. وأجاز القانون الجديد للزوجة أن تطلب الطلاق من زوجها الذي تزوّج عليها، خلال سنة من تاريخ علمها بالزواج بأخرى، إذا لحقها ضرر مادي أو معنوي بسبب التعدد يتعذّر معه دوام العشرة، حتى ولو لم تكن قد اشترطت عليه في عقد زواجها ألا يتزوّج عليها، ويتجدد حقها في طلب التطليق كلما تزوّج بأخرى. وتأخذ نفس الحكم، الزوجة الجديدة التي لم تكن تعلم بأن زوجها متزوج بسواها؛ فلها أن تطلب التطليق كذلك. وهذا القانون لا يجعل من مجرد التعدد في ذاته ضرراً يوجب التطليق، كما كان الحال في قانون سنة 1979، بل يضع على الزوجة عبئ إثبات وقوع ضرر مادي أو معنوي عليها يدفعها لطلب التطليق من زوجها الذي تزوج عليها.